# Paul Wilhelm (Maler)
Paul Alfred Wilhelm (* 29. März 1886 in Greiz; † 23. Oktober 1965 in Radebeul) war ein deutscher Maler und Grafiker.

## Leben und Werk

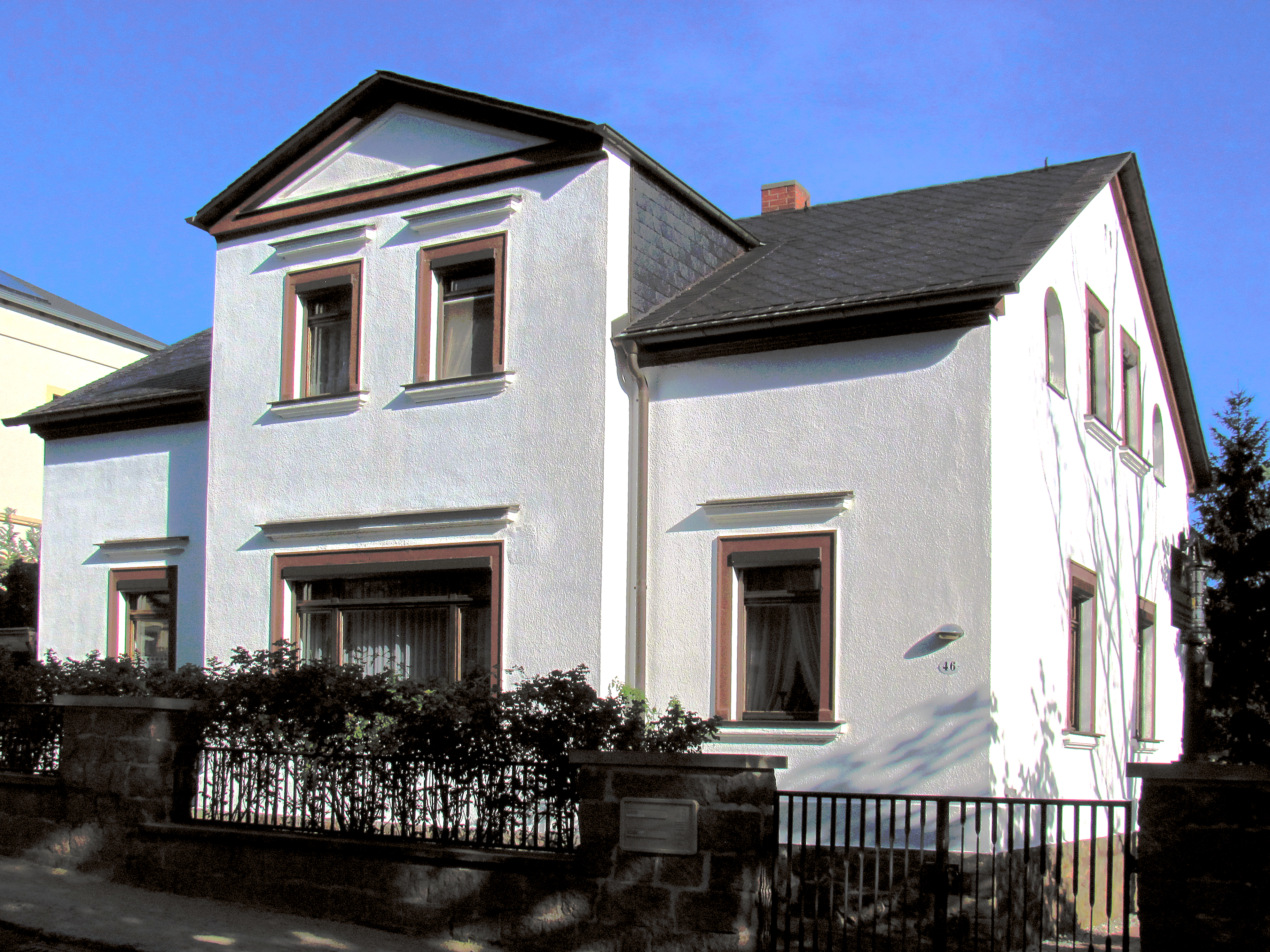
Wohnhaus Paul Wilhelms, Gradsteg 46

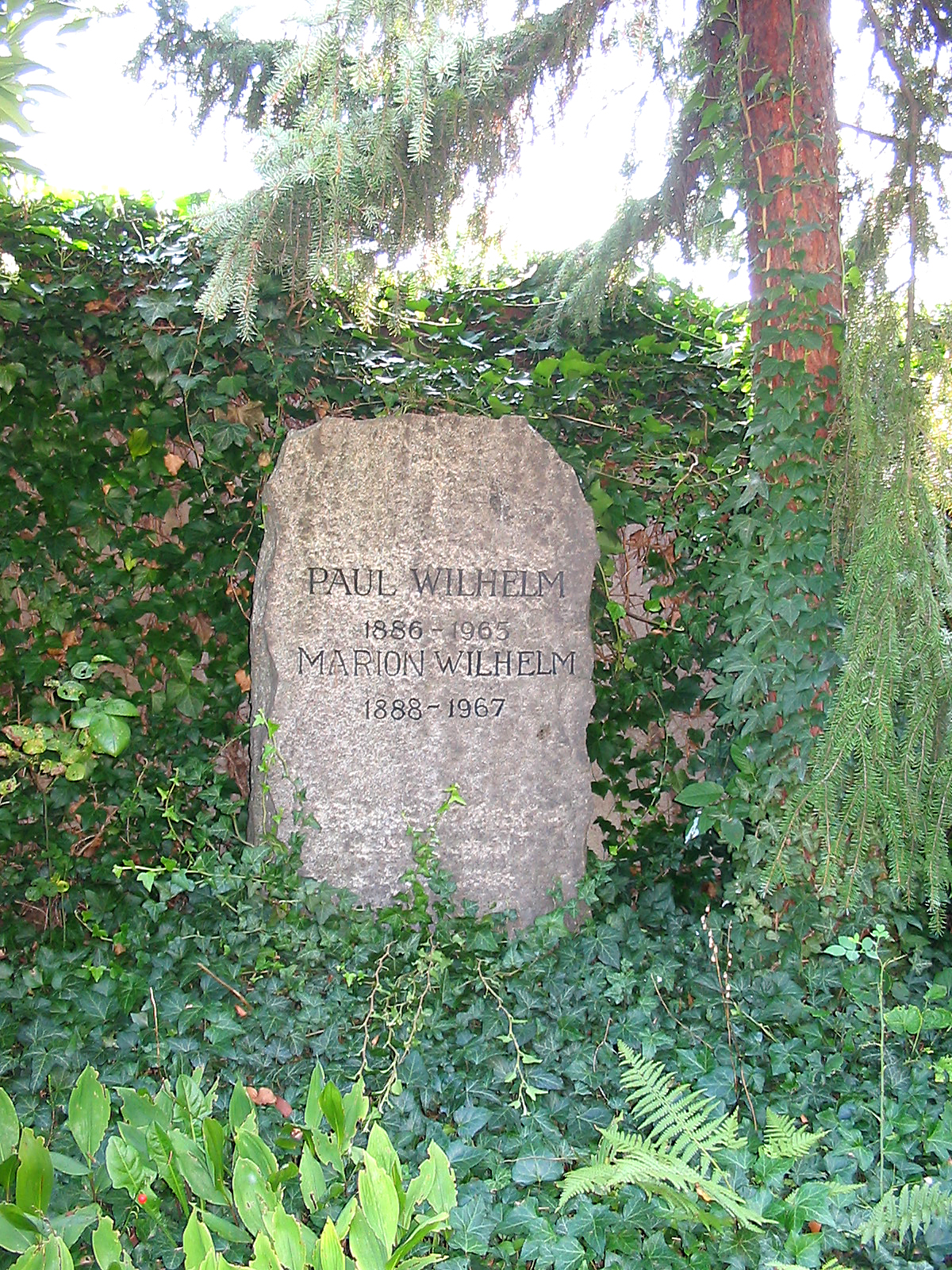
Grabmal Paul Wilhelms

Er wurde als Sohn eines Tuchfabrikanten 1886 in Greiz geboren. Von 1904 bis 1905 studierte Wilhelm an der Königlichen Kunstgewerbeschule in Dresden und zwischen 1905 und 1912 an der Dresdner Kunstakademie bei Richard Müller, Oskar Zwintscher und Osmar Schindler. 1908 wurde er Meisterschüler bei Gotthardt Kuehl.
Seine erste Ausstellung hatte er 1910 im Kunstsalon Emil Richter in Dresden. Es folgte eine bedeutende Zahl weiterer Ausstellungen. Ab 1911 wohnte er im Turmhaus des Grundhofs in Niederlößnitz, zusammen mit Karl Kröner und Wilhelm Claus. Von 1915 bis 1918 nahm Wilhelm als Soldat am Ersten Weltkrieg teil.
1920 zog er innerhalb von Niederlößnitz um in den Gradsteg 46 in die Villa Elfriede, die (wohl bis dahin) dem Schriftsteller und Politiker Max König gehört hatte. Zwischen 1922 und 1924 reiste er häufig nach Italien, in die Schweiz und nach Frankreich und später bis 1932 nach England. Wilhelm zeigte als ordentliches Mitglied des Deutschen Künstlerbundes auf der DKB-Jahresausstellung 1929 im Kölner Staatenhaus am Rheinpark die Ölgemälde Elblandschaft sowie ein Damenbildnis. 1930 erhielt er den Albrecht-Dürer-Preis der Stadt Nürnberg.
Wilhelm war Mitglied des Deutschen Künstlerbunds und in der Zeit des Nationalsozialismus der Reichskammer der bildenden Künste und bis 1943 auf mindestens 23 Ausstellungen vertreten, darunter 1936 im Hamburger Kunstverein an der von den Nationalsozialisten zwangsgeschlossenen Ausstellung „Malerei und Plastik in Deutschland“. Seit 1935 gehörte Wilhelm neben Otto Griebel und Josef Hegenbarth zum „Kreis der Sieben“, die sich zum geistigen Austausch bei Wanderungen trafen. 1937 wurden im Rahmen der Aktion „Entartete Kunst“ seine Druckgraphik „Heimkehr“ auf der Deutschen Graphikschau in Görlitz beschlagnahmt und vernichtet.
1944 wurde er zur Kriegsmarine eingezogen und kehrte 1945 aus amerikanischer Kriegsgefangenschaft nach Radebeul zurück. Am 24. August 1946 wurde er als Repräsentant der Dresdner Malschule ehrenhalber zum Professor ernannt. 1948 mietete er das Minckwitzsche Weinberghaus als Sommer-Atelier.
Wilhelm hatte in der Ostzone bzw. der DDR eine große Anzahl von Einzelausstellungen und Ausstellungsbeteiligungen, u. a. 1946 an der Kunstausstellung Sächsische Künstler und von 1946 bis 1963 an allen Deutschen Kunstausstellungen bzw. Kunstausstellungen der DDR in Dresden.
Zu seinem 70. Geburtstag im Jahr 1956 bekam er die Ehrenbürgerwürde der Stadt Radebeul. Eine Ehrenpension, die Wilhelm ab 1960 erhielt, ermöglichte dem Künstler in seinen letzten Jahren das Arbeiten ohne Sorge um die Existenz.
Am 23. Oktober 1965 starb er in seinem Haus Gradsteg 46, beerdigt wurde er auf dem Johannesfriedhof in Naundorf/Zitzschewig. Seit 1967 trägt der Prof.-Wilhelm-Ring in Radebeul seinen Namen. Auch der sogenannte „Paul-Wilhelm-Flügel“ im Luthersaal der Radebeuler Friedenskirchgemeinde erinnert an den Künstler.

## Darstellung Wilhelms in der bildenden Kunst
- Theodor Rosenhauer: Maler Paul Wilhelm (Öl auf Leinwand, 90 cm × 65 cm, 1964)[7]
- Hugo Erfurth: Paul Wilhelm (Fotografie; 1908; in der Sammlung Agfa Foto-Historama, Köln)

## Einzelausstellungen (unvollständig)
- 1948: Dresden (Gemälde, Aquarelle, Handzeichnungen aus den Jahren 1908 – 1948)[8]

### Postum
- 2016 Ausstellung Dresdner Kunst, Hohe Straße 35, Radebeul („Paul Wilhelm – Aquarelle“)[9]
- 2024 Ausstellung Dresdner Kunst, Hohe Straße 35, Radebeul („Paul Wilhelm – Im Garten seiner Kunst – Gemälde“)